# Burmiet

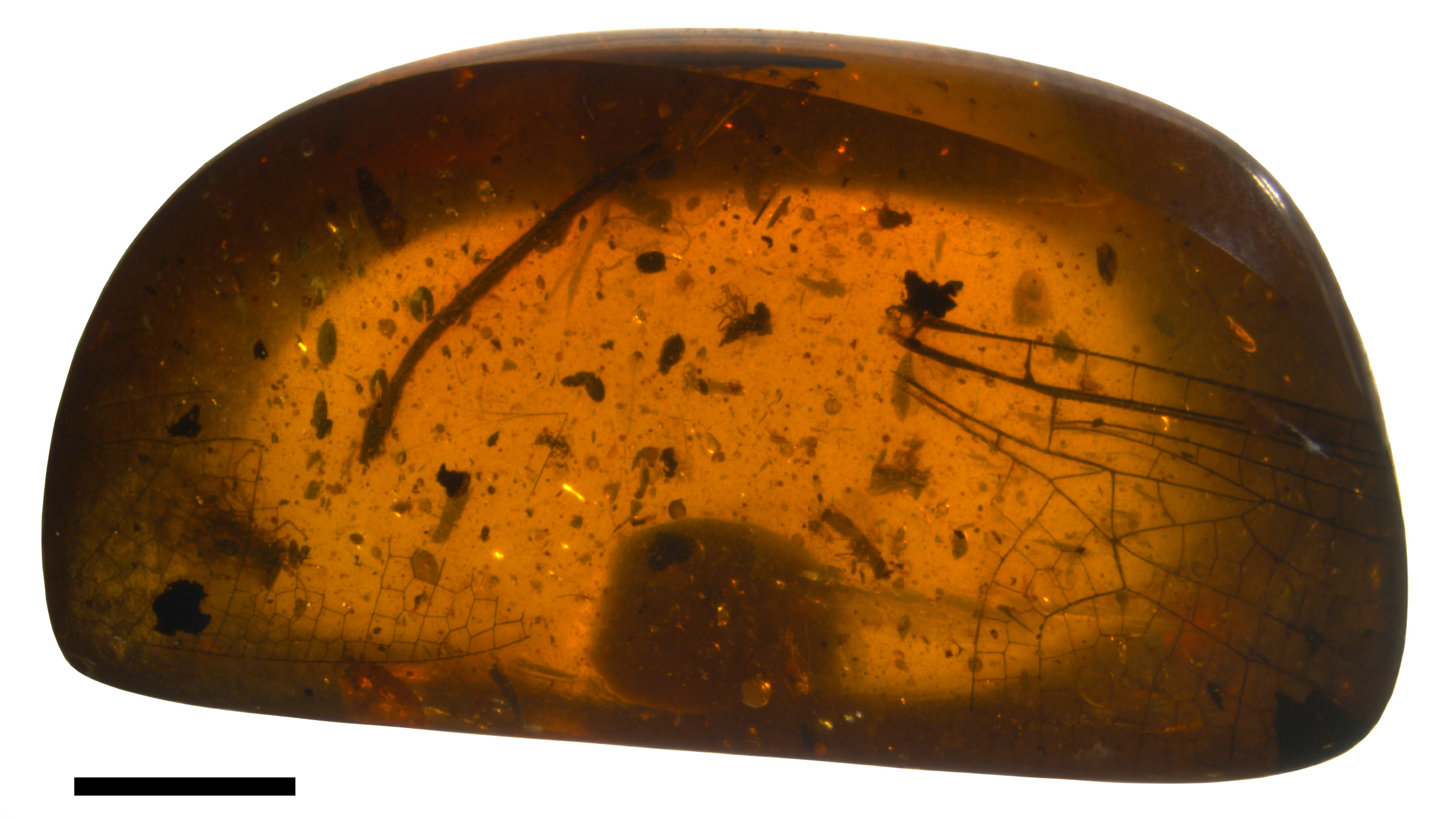
Een stuk barnsteen met daarin de vleugel van de libel Burmalindenia imperfecta.

Burmiet of Burma-barnsteen is een type barnsteen dat wordt gevonden in het noorden van Myanmar. Deze barnsteen is gevormd tijdens het Albien en het Cenomanien, twee etages van het Krijt, ongeveer 100 miljoen jaar geleden.

## Fossielen
Dit type barnsteen is van groot belang voor de paleontologie, vanwege het grote aantal gevonden fossielen dat hierin gevonden is. De teller stond in 2019 op 1379 verschillende soorten organismen. Veruit het grootste gedeelte van deze soorten behoort tot de ongewervelden. Daarnaast werd in 2014 een fossiel ontdekt van een jonge, primitieve vogel (clade Enanthiornithes) gevonden die in deze hars terecht gekomen was voordat die versteende. Een gevonden dinosaurus-staart (clade Coelurosauria) was zelfs zo goed bewaard gebleven dat er nog veren op zaten. De kikkers uit het geslacht Electrorana zijn de oudste gevonden kikkers in barnsteen en werden in 2015 gevonden in burmiet.